# Liste des noms latins des villes des îles Britanniques
Cet article donne une liste de villes des îles Britanniques ayant fait partie de l'Empire romain ou dont le nom latin apparaît dans des documents historiques.

## Angleterre
| Nom latin | Nom français                                            |
| --- | ------------------------------------------------------- |
| Aquae Sulis (2PG2: Aquae calidae; AI: Aquis Solis; RC: Anicetis; GOL: Aquae solis, Solis mons, Badonicus mons, Bathonia, Bathia) | Bath                                                    |
| Ardotalia (RC: Zerdotalia) | Gamesley - Melandra, Derbyshire                         |
| Caeseromagus (AI: Caesaromago; RC: Cesaromago)                                                                                   | Chelmsford, Essex                                       |
| Calcaria (AI; GOL: Calcarium) | Tadcaster, Yorkshire du Nord                            |
| Calleva Atrebatum (2PG2: Caleva; AI; GOL: Caleba Atrebatium, Calcua)                                                             | Silchester, Hampshire                                   |
| Camulodunum (2PG2; AI: Camoloduno; RC: Manulodulo Colonia; GOL: Camalodunum, Procolitia, Colcestria)                             | Colchester, Essex                                       |
| Clausentum (AI; RC: Clauimo; GOL)                                                                                                | Bitterne, Hampshire                                     |
| Corstopitum (2PG2: Coria; AI; RC: Corie Lopocarium)                                                                              | Corbridge, Northumberland                               |
| Corinium (2PG2; RC: Cironium Dobunorum; HLU+GOL: Durocornovium?)                                                                 | Cirencester, Gloucestershire                            |
| Danum (AI; ND; RC: Daunoni; GOL: Denocestria)                                                                                    | Doncaster                                               |
| Deva (2PG2; AI; RC: Deva Victris; GOL: Cestria), Castra Legionis                                                                 | Chester, Cheshire                                       |
| Dubris (AI; ND; RC; GOL: Dorobernium, Dovoria, Dovera)                                                                           | Douvres, Kent                                           |
| Dunelmum (GOL: Duremum), Dunelm                                                                                                  | Durham                                                  |
| Durnovaria (AI: Durononvaria; GOL: Dornovaria, Durnium, Dorciniae, Dorcestria)                                                   | Dorchester, Dorset                                      |
| Durobrivae (AI: Durobrivis; RC: Durobrabis; GOL: Durobrevae, Rossa)                                                              | Rochester, Kent                                         |
| Durocobrivis (AI) | Dunstable, Bedfordshire                                 |
| Durocornovium (AI: Durocornovio)                                                                                                 | Wanborough, near Swindon, Wiltshire                     |
| Duroliponte (AI; GOL: Camboricum, Cantabriga, Cantabrigia)                                                                       | Cambridge - Cantebrige - Grentebrige, Cambridgeshire    |
| Durolitum (AI: Durolito; RC: Durcinate)                                                                                          | Romford                                                 |
| Durovernum (2PG2: Daruernum; AI: Durovernon; RC: Duro auerno Cantiacorum; GOL: Duror verno, Durrovernum, Darvernum, Cantuaria)   | Cantorbéry (Canterbury)                                 |
| Durovigutum (RC: Duro viguto; HLU+GOL: Durolipons, Durosipons)                                                                   | Godmanchester, Cambridgeshire                           |
| Eboracum (2PG2: Eborakon; AI: Eburacum, Eburaco; RC: Eburacum; GOL)                                                              | York                                                    |
| Gariannum (ND: Gariannonor; GOL: Garianonum, Jarmuthum, Yarmutum, Yermutha)                                                      | Burgh Castle - Great Yarmouth, Norfolk                  |
| Glevum (IA: Clevo; RC: Glebon Colonia; GOL: Clevum, Clanum, Claudia castra, Claudiocestria, Glocestria)                          | Gloucester                                              |
| Halifacium (GOL: Hortonium) | Halifax                                                 |
| Isca Dumnoniorum (2PG2: Isca; AI; RC: Scadu Namorum; GOL)                                                                        | Exeter                                                  |
| Lactodurum (AI: Lactodor, Lactodoro; RC: Iacio Dulma; GOL)                                                                       | Towcester                                               |
| Lemanis (AI; ND: Lemannis; RC; GOL)                                                                                              | Lympne                                                  |
| Lindum (2PG2; AI: Lindo; RC: Lindum Colonia; GOL: Lincolia, Lincolinium, Lincolnium)                                             | Lincoln                                                 |
| Londinium (2PG2; AI; ND; RC: Londinium Augusti; GOL: Londoniarum, Lundunensis, Lundonia)                                         | Londres                                                 |
| Mamucium (RC: Mantio) | Manchester                                              |
| Mediolanum (2PG2; AI+RC: Mediolano)                                                                                              | Whitchurch, Shropshire                                  |
| Noviomagus (HD1851) | Woodcote                                                |
| Noviomagus Cantiacorum (AI: Noviomago)                                                                                           | Crayford, Kent                                          |
| Noviomagus Regnorum (2PG2: Magnus Portus, Noeomagus; AI: Regnus; RC: Navimago Regentium)                                         | Chichester - Cicestre - Cisseceaster, Sussex de l'Ouest |
| Oxonia (HLU: Oxonium; GOL: Athenae Anglorum, Calena, Isidis vadum)                                                               | Oxford                                                  |
| Ratae Coritanorum (2PG2: Ratae; AI: Ratas, Ratis; RC: Rate Corion Eltauori, Ratae Corieltavorum; GOL: Leogara, Legrecestria)     | Leicester, Leicestershire                               |
| Sorviodunum (AI: Sorvioduni, Sorbiodoni; HLU+GOL: Sorbiodonum, Sarisberia), Searobyrig, Serasbyria, Saresberia                   | Salisbury - Old Sarum, Wiltshire                        |
| Venta Belgarum (2PG2: Venta; AI; RC: Venta Velgarom; GOL: Vinda, Vindonia, Vintonia, Guintonium, Vincestria)                     | Winchester                                              |
| Verulamium (2PG2: Urolanium; AI: Verolamio, Verolami, Verolamo; RC; GOL: Verolamium, Virolanium)                                 | St Albans                                               |
| Vindolanda (ND: Uindolana; RC: Vindolande; GOL: Vindolana)                                                                       | Chesterholm - Chesterholme, Northumberland              |
| Viroconium (2PG2; AI: Urioconio, Viriconio; RC: Utriconion Cornoviorum; GOL: Uriconium, Urixonium)                               | Wroxeter                                                |

## Écosse
| Nom latin | Nom français |
| --- | ------------ |
| Andreanae (HLU: Kirkruel?, Reguli Fanum, Andreopolis; GOL: Sanctae Andreae Coenobium), Kirkrule, Kilrule                | St Andrews   |
| Devana (2PG2; HLU: Aberdonia, Aberdona, Verniconam; GOL: Aberdonum, Aberdonium, Abredonia), Devanha                     | Aberdeen     |
| Dunedinum (BSH: Edinburgum, Edinum; GOL: Edimburgum, Edenburgum, Alata castra, Alatius burgus, Aneda, Puellarum castra) | Édimbourg    |
| Glascouium (GOL: Glascovia, Glascum, Glascua, Glasgua)                                                                  | Glasgow      |

## Pays de Galles
| Nom latin                                                                          | Nom français |
| ---------------------------------------------------------------------------------- | ------------ |
| Alabum                                                                             | Llandovery   |
| Bangertium (GOL)                                                                   | Bangor       |
| Blestium                                                                           | Monmouth     |
| Bovium                                                                             | Cowbridge    |
| Burrium                                                                            | Usk          |
| Canovium                                                                           | Caerhun      |
| Cicutio                                                                            | Pumsaint     |
| Gobannium                                                                          | Abergavenny  |
| Isca Silurum (AI: Isca, Iscae; RC: Isca Augusta; GOL: Isca Legio), Castra Legionis | Caerleon     |
| Moridunum                                                                          | Carmarthen   |
| Mediomanum                                                                         | Caersws      |
| Nidum                                                                              | Neath        |
| Segontium (AI: Segontio; RC: Seguntio; GOL: Seguntium)                             | Caernarfon   |
| Venta Silurum                                                                      | Caerwent     |

## Irlande
| Nom latin                                                                 | Nom français |
| ------------------------------------------------------------------------- | ------------ |
| Eblana (2PG1; HLU; GOL: Dublana, Dublinum, Dublinia, Dublinium), Eblanda? | Dublin       |

## Abréviations et sources
- TA : Tacite, La Vie d’Agricola (De uita Iulii Agricolae).

- PG : Ptolémée, Géographie ; (« 2PG3 » signifie : livre II, chapitre 3). Ptolémée écrit en grec, on a donc latinisé les toponymes qu'il mentionne.

- AI : Itinéraire d'Antonin.

- ND : Notitia dignitatum.

- RC : Anonyme de Ravenne, Ravennatis Anonymi Cosmographia.

- BSH : George Buchanan (1506-1582), Rerum Scoticarum Historia (1582) .

- HLU : Johann Jacob Hofmann (1635-1706), Lexicon Universale.

- HD1851 : rejeté par les historiens modernes mais vu dans ces documents de 1851 :  et  (bas de la page et haut de la suivante)

- GOL: Johann Graesse, Orbis latinus : Lexikon lateinischer geographischer Namen des Mittelalters und der Neuzeit (1909). Travail méticuleux de chercheurs allemands, disponible en ligne. Les noms de pays, en allemand, sont tels qu'ils étaient en 1909.

- A.L.F. Rivet and Colin Smith, The place-names of Roman Britain, Londres, 1979 ; repr. 1981.